# Teatre Studium
El Teatre Studium fou un teatre situat a l'interior del Taller Masriera, al carrer de Bailèn, 70-72, al barri de la Dreta de l'Eixample de Barcelona.

## Història

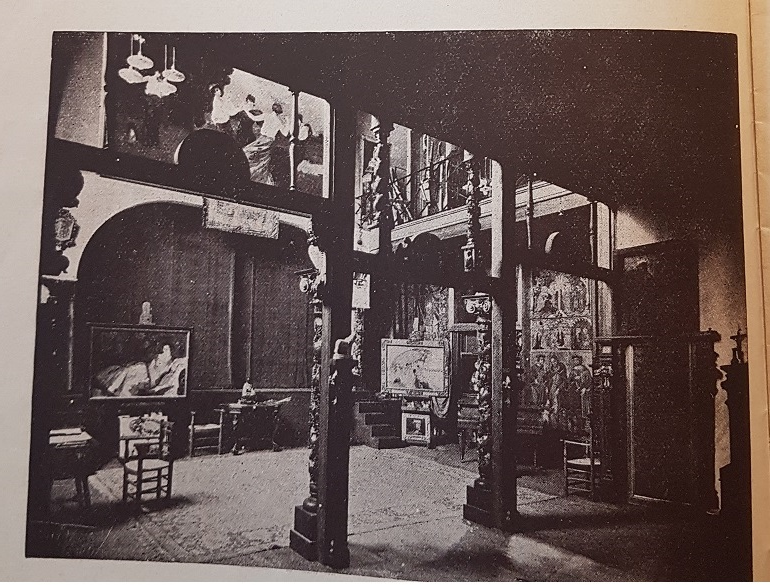
Interior del Taller Masriera

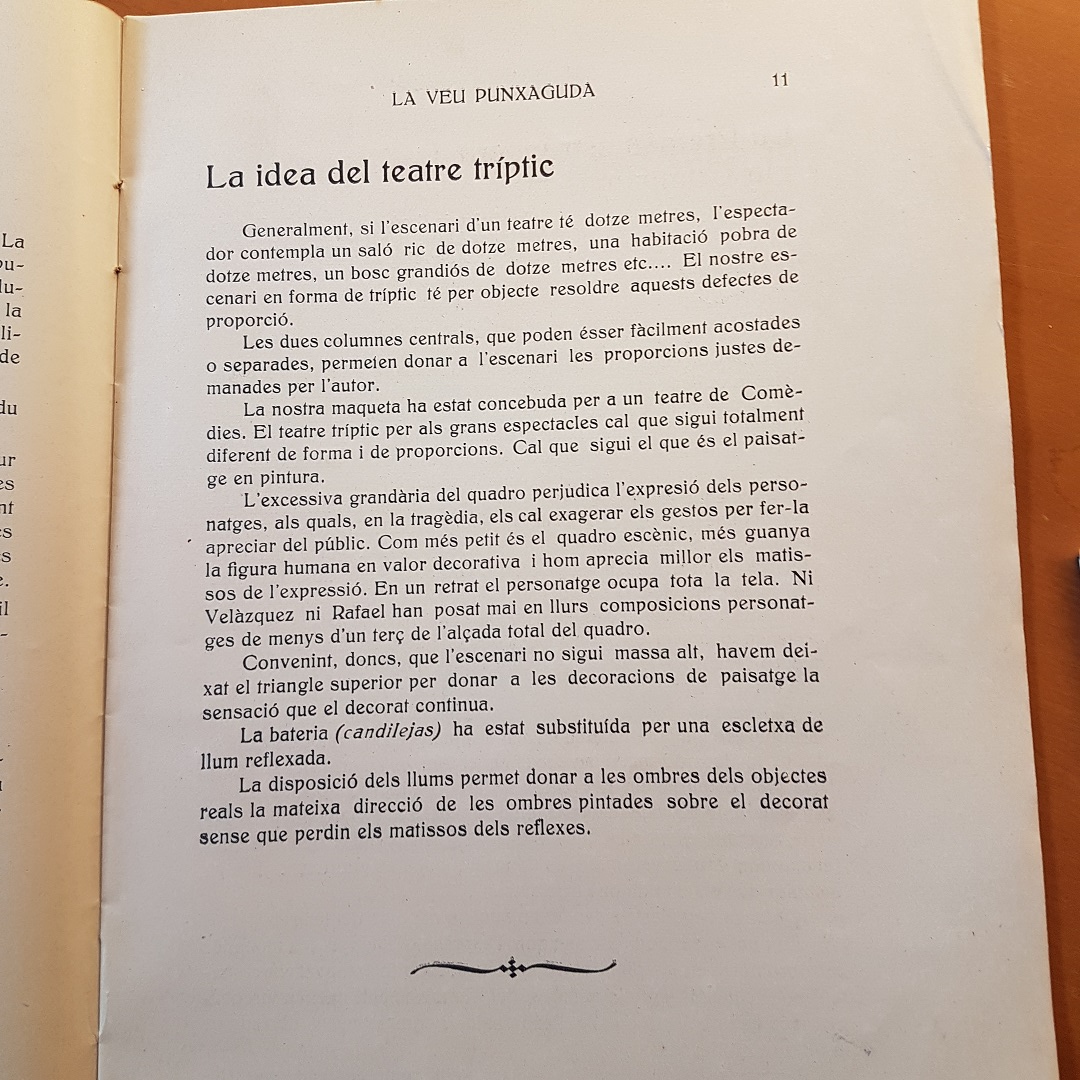
La idea del teatre tríptic, de Lluís Masriera

### Taller Masriera
El 1912, Lluís Masriera i Rosés havia heretat del seu pare el Taller Masriera, un edifici en forma de temple clàssic on tenien l'estudi els membres de la família, dedicats a la joieria i també a la pintura, l'escultura i el teatre. Disposava d’un petit escenari on tenien lloc les representacions de la Companyia Belluguet, grup de teatre amateur creat el 1921 per ell mateix, i constituït per diverses generacions de la família i amics: els Campins, els Carreras, els Garriga o Noël Clarassó, entre d'altres. Hi representaren obres, amb escenografia de Masriera, com El retaule de la flor (1921), Obsessió (1922), Els tapissos de Maria Cristina (1923), Un idil·li prop del cel (1924), musicada per Eduard Toldrà, Impressió dels dies sants a Jerusalem (1925) o Els vitralls de Santa Rita (1926)
El taller va esdevenir ben aviat centre de tertúlies i punt de trobada entre artistes de totes les arts, i tot sovint s’hi celebraven concerts, lectures literàries o reunions i vetllades teatrals. Així, per exemple, el maig de 1922 hi tingué lloc l'estrena com a compositor musical d’Apel·les Mestres, en la veu d'Emili Vendrell.
El 3 de març de 1929 s'hi celebrà la Sessió d’avantguarda, amb la participació del poeta Sebastià Sánchez-Juan. El 17 d’abril de 1932 acollí la fundació de la Federació Catalana de Societats de Teatre Amateur (FCSTA) -de la qual fou nomenat president-, que fixà la seu provisional al Taller Masriera.

### Teatre Studium
Coincidint amb el desè aniversari de la companyia, el 1932, Lluís Masriera, sota la direcció del seu fill Joan Masriera i Campins, arquitecte, transformà l'edifici en el Teatre Studium, destinat a les representacions del grup Belluguet, que havia estat guardonat el 1930, amb el gran premi d’interpretació de la Fédération Internationale des Sociétés de Théâtre Amateur, a Lieja. El teatre fou inaugurat el 22 de febrer de 1933; tingué un ús privat i s’hi accedia per invitació, tot i que en alguns casos s’obrí a un públic més ampli.
Al llarg d’aquests anys, el teatre tingué una programació continuada: les representacions de la Companyia Belluguet, amb peces teatrals escrites pel mateix Masriera, o de Molière, Goethe, Tagore, Cervantes, Lope de Vega, Apel·les Mestres, etc. Acollia també les representacions d'altres grups escènics, com les del Lyceum Club de Barcelona, que posà en escena obres d'Alfred de Musset, George Bernard Shaw, Tristan Bernard, O'Neill, Pirandello, Schnitzler, Strindberg o Txèkhov, entre d'altres, sota la direcció literària de Maria Carratalà i la direcció escènica i artística d'Artur Carbonell, o representacions de companyies estrangeres, com la companyia anglesa d’Edward Stirling, l’argentina de Rivera-de Rosas, l’alemanya Der Kothurn o Les Théophiliens de la Universitat de la Sorbona, dirigits per Gustave Cohen, que hi representaren teatre medieval francès.
La presidència de la Federació Catalana de Societats de Teatre Amateur i la col·laboració amb les Audicions íntimes de l’agrupació Música Da Camera –que va donar lloc a la creació de l’agrupació Teatre Da Camera, amb Masriera com a director artístic–, portà a l’Studium diverses companyies: el Teatre d’Estudiants, l’Associació de Teatre Selecte o les agrupacions participants o guanyadores dels successius concursos de teatre amateur. L'Associació d'Estudiants d'Arquitectura hi estrenà l’obra teatral de Marti de Riquer Spinoza í els gentils. També s’hi van fer sessions de final de curs de l’Escola d’Art Dramàtic de la Generalitat o funcions promogudes per diverses entitats ciutadanes, com l'Institut de Cultura i Biblioteca Popular per a la Dona.
La sala acollí també sessions de cinema amateur, aleshores naixent, promogudes per l’Associació de Cinema amateur del Foment de les Arts Decoratives, algunes sessions del Conferència Club, quan no podien disposar de la seva sala del Ritz, o alguna assemblea de la Lliga Catalana. Igualment s’hi van fer commemoracions del tercer centenari de Lope de Vega i del 250 aniversari del naixement de Händel i Bach i una sessió d’homenatge a Ignasi Iglesias. Albergà l'estrena catalana de la Història del Soldat, d'Stravinsky, amb una conferència introductòria de Rossend Llates, o la presentació de l’orquestra de cambra Barcelona, 1935. I encara alguns esdeveniments especialment memorables: l’1 de juny de 1933, amb l’Orquestra Femenina, la nena Alicia de Larrocha, que tenia aleshores vuit anys, interpretà al piano Bach, Beethoven, Chopin i Couperin i el 15 de octubre de 1935, Federico García Lorca hi va llegir la seva obra Doña Rosita la soltera o el lenguaje de las flores, davant de Margarita Xirgu amb tota la seva companyia, que estava representant aleshores Bodas de sangre i estrenaria Doña Rosita el 12 de desembre al Principal Palace de Barcelona.
En esclatar la Guerra Civil, la Generalitat va confiscar l'edifici, que quedà sota el control de la Institució del Teatre, i la companyia Belluget es va dissoldre (tot i que el 1940 es va refundar amb el nom de Teatro de los Artistas, però sense la rellevància que havia tingut en les dècades anteriors). El 1939, el Teatre Studium va esdevenir la seu provisional de la societat teatral Club Helena, que hi va mantenir la programació de teatre i cinema fins al 31 de desembre de 1950.

## Sala
Amb una capacitat per a 450 persones ben instal·lades i una platea inclinada amb 225 butaques de fusta, la disposició de la sala i l'espai escènic seguia les directrius expressades per Lluís Masriera en la seva concepció del teatre tríptic: L'escenari, […] d'acord amb la Maqueta que va presentar a l'Exposició d'Arts Decoratives de París en 1925, on fou premiada, i a l'International Theater Exposition de Nova York en 1926, és molt més ample que alt; té una bona fondària i consta de doble cortina, cosa que permet l'empetitiment automàtic del quadro segons el que exigeixi la representació, i la seva amplada permet la tripartició de l'escena a les mides que convinguin. Sense llums de prosceni, per voluntat expressa, que deformen l'expressió i projecten ombres, la il·luminació dels actors es fa amb llum indirecta, que es pot intensificar tant com calgui. Sobre la boca de l'escenari uns frisos, obra de Masriera.